# Ях'я бін Мухаммед ас-Сіраджі
Ях'я бін Мухаммед ас-Сіраджі (араб. يحيى بن محمد السراجي; помер 1296) – імам Зейдитської держави у Ємені. Був нащадком імама Хасана ібн Алі.